# The Good Cry Tour
The Good Cry Tour es la primera gira musical de la cantautora estadounidense Noah Cyrus, realiza para promover su primer extended play, Good Cry (2018). Iniciará el 22 de septiembre de 2018 en Fort Lauderdale, Estados Unidos, incluyendo conciertos únicamente en Norteamérica hasta el momento. Fue anunciada a través de la página oficial de Facebook de la cantante el 9 de julio de 2018.

## Antecedentes
La gira fue anunciada oficialmente el 9 de julio de 2018, a través de la página de Facebook de Cyrus. Tras haber participado como acto de apertura en el Witness: The Tour de la cantante estadounidense Katy Perry durante el año 2017, Noah Cyrus declaró sentirse muy emocionada por presentar su primera gira como artista principal y apartarse de ser «la sombra de su hermana [Miley Cyrus]». Ella dijo: «He esperado por mucho tiempo para viajar y ver a mis fanáticos quienes me han apoyado durante estos dos años. [...] No puedo esperar para que ellos experimenten este "sueño mundial de una triste chica". Vamos a bailar o llorar la noche completa».

## Repertorio
1. «Good Cry»
2. «My Way»
3. «Paper Planes» (cover de M.I.A.)
4. «Live Or Die»
5. «Punches»
6. «Stay Together»
7. «Take Me to Church» (cover de Hozier)
8. Tributo a XXXTentacion: «SAD» / «Again» / «Look at Me»
9. «All Falls Down»
10. «Mad at You»
11. «Sadness»

Encore
1. «I'm Stuck»
2. «Make Me (Cry)»

## Fechas de la gira y recaudación
| Norteamérica             |                  |                |                          |   |   |
| 22 de septiembre de 2018 | Fort Lauderdale  | Estados Unidos | Revolution Live          | / | $ |
| 23 de septiembre de 2018 | Orlando          | Estados Unidos | The Beacham              | / | $ |
| 25 de septiembre de 2018 | Atlanta          | Estados Unidos | The Loft                 | / | $ |
| 26 de septiembre de 2018 | Nashville        | Estados Unidos | Cannery Ballroom         | / | $ |
| 28 de septiembre de 2018 | Baltimore        | Estados Unidos | Baltimore Soundstage     | / | $ |
| 29 de septiembre de 2018 | West Springfield | Estados Unidos |                          | / | $ |
| 1 de octubre de 2018     | Nueva York       | Estados Unidos | Irving Plaza             | / | $ |
| 3 de octubre de 2018     | Filadelfia       | Estados Unidos | Theatre of Living Arts   | / | $ |
| 5 de octubre de 2018     | Detroit          | Estados Unidos | Saint Andrews Hall       | / | $ |
| 7 de octubre de 2018     | Chicago          | Estados Unidos | House of Blues Chicago   | / | $ |
| 8 de octubre de 2018     | Minneapolis      | Estados Unidos | Varsity Theater          | / | $ |
| 10 de octubre de 2018    | Dallas           | Estados Unidos | Granada Theater          | / | $ |
| 11 de octubre de 2018    | Houston          | Estados Unidos | House of Blues Houston   | / | $ |
| 13 de octubre de 2018    | Denver           | Estados Unidos | The Summit Music Hall    | / | $ |
| 16 de octubre de 2018    | Los Ángeles      | Estados Unidos | The Belasco Theater      | / | $ |
| 18 de octubre de 2018    | San Diego        | Estados Unidos | House of Blues San Diego | / | $ |
| 20 de octubre de 2018    | San Francisco    | Estados Unidos | August Hall              | / | $ |
| 22 de octubre de 2018    | Seattle          | Estados Unidos | Neptune Theatre          | / | $ |
| 23 de octubre de 2018    | Vancouver        | Canadá         | Commodore Ballroom       | / | $ |
| 24 de octubre de 2018    | Portland         | Estados Unidos | Wonder Ballroom          | / | $ |
| Total                    | Total            | Total          | Total                    | / | $ |